# 1964 w literaturze
Wydarzenia literackie w 1964 roku.

## Wydarzenia
- polskie
  - powstała polska grupa poetycka Próby
- zagraniczne
  - w Londynie założono dziennik The Sun

## Proza beletrystyczna i literatura faktu

### Język polski
- Jarosław Abramow-Newerly – Licytacja
- Wiesław Andrzejewski – Rejs w nieznane (Wydawnictwo Morskie)[1]
- Julian Kawalec – Tańczący jastrząb
- Zofia Kossak-Szczucka – Dziedzictwo II
- Anka Kowalska – Pestka (Instytut Wydawniczy „Pax”)[2]
- Stanisław Lem
  - Bajki robotów
  - Niezwyciężony i inne opowiadania
- Aleksander Minkowski
  - Droga do Niury (Wydawnictwo Ministerstwa Obrony Narodowej)[3]
  - Kwiaty dla Klementyny (Wydawnictwo Ministerstwa Obrony Narodowej)[4]
  - Przygoda nad jeziorem, czyli Skarb hrabiego Grotta (Wydawnictwo Łódzkie)[5]
- Marek Nowakowski – Trampolina (Czytelnik)
- Lucjan Wolanowski – Dalej niż daleko. Reporter na Nowej Zelandii, Nowej Gwinei, w Malazji i Kambodży o dolach i niedolach, radościach i smutkach lądów i ludów oglądanych dalej niż daleko

### Inne języki
- Saul Bellow – Herzog
- Thomas Berger – Mały Wielki Człowiek (Little Big Man)
- Agatha Christie – Karaibska tajemnica (A Caribbean Mystery)
- Roald Dahl – Charlie i fabryka czekolady (Charlie and the Chocolate Factory)
- Shūsaku Endō – Kobieta, którą porzuciłem (Watakushi-ga suteta onna)
- Ernest Hemingway – Ruchome święto (A Moveable Feast)
- Bohumil Hrabal – Lekcje tańca dla starszych i zaawansowanych (Taneční hodiny pro starší a pokročilé)
- Ken Kesey – Czasami wielka chętka (Sometimes a Great Notion)
- Kenzaburō Ōe – Sprawa osobista (個人的な体験)
- Roland Topor – Chimeryczny lokator (Le Locataire Chimérique)

## Dramaty

### Język polski
- Halina Auderska – Awantura w Jaworowie (Wydawnictwo Ministerstwa Obrony Narodowej)[6]
- Sławomir Mrożek – Tango

### Inne języki
- Arthur Miller
  - Incydent w Vichy (Incident at Vichy)
  - Po upadku (After the Fall)

## Nowe poezje
- polskie
  - Edward Balcerzan – Podwójne interlinie
  - Artur Międzyrzecki – Selekcje
  - Tadeusz Różewicz – Twarz
  - Jarosław Marek Rymkiewicz – Animula
  - Kazimierz Wierzyński – Kufer na plecach
- zagraniczne
  - John Berryman – 77 Dream Songs
  - Oldřich Wenzl – Yehudi Menuchin
  - Philip Larkin – The Whitsun Weddings[7]
  - Elizabeth Jennings – Recoveries[8]
  - Gavin Ewart – Londoners[8]

## Nowe prace naukowe
- polskie
  - Stanisław Lem – Summa technologiae
  - Juliusz Żuławski – Byron nieupozowany (Państwowy Instytut Wydawniczy)
- zagraniczne
  - Clive Staples Lewis (wydanie pośmiertne) – Odrzucony obraz. Wprowadzenie do literatury średniowiecznej i renesansowej (The Discarded Image: An Introduction to Medieval and Renaissance Literature)
  - Maurice Merleau-Ponty – Widzialne i niewidzialne (Le Visible et l’invisible, suivi de notes de travail)
  - Sylvester Saller – The Excavations at Dominus Flevit (Mount Olivet, Jerusalem)

## Urodzili się
- 2 stycznia – Margret Kreidl, austriacka pisarka
- 6 stycznia – Ken Walibora, kenijski pisarz, tłumacz i dziennikarz
- 7 stycznia – Artur Górski, polski pisarz
- 19 stycznia – Marit Törnqvist, szwedzko-holenderska ilustratorka, scenografka i pisarka
- 24 stycznia – Silvester Lavrík, słowacki pisarz
- 7 lutego – Jacek Podsiadło, polski poeta
- 9 lutego – Jonathan Lethem, amerykański pisarz i eseista
- 10 lutego – Agata Budzyńska, polska poetka (zm. 1996)
- 13 lutego – Pierre Bottero, francuski pisarz fantasy (zm. 2009)
- 19 lutego – Jonathan Lethem, amerykański pisarz i eseista
- 21 lutego – Jewgienij Wodołazkin, rosyjski literaturoznawca i pisarz
- 22 lutego – Krzysztof Niewrzęda, polski prozaik, poeta i eseista
- 24 lutego – Robert McLiam Wilson, irlandzki powieściopisarz i dziennikarz
- 28 lutego – Lotta Lotass, szwedzka pisarka i literaturoznawca
- 7 marca – Bret Easton Ellis, amerykański pisarz, czołowy przedstawiciel Pokolenia X
- 11 marca – Leena Lehtolainen, fińska autorka kryminałów
- 25 marca – Kate DiCamillo, amerykańska autorka książek dla dzieci
- 16 kwietnia – Helena Willis, szwedzka ilustratorka i autorka książek dla dzieci
- 20 kwietnia – Nazar Honczar, ukraiński poeta (zm. 2009)
- 6 maja – Arild Midthun, norweski autor komiksów
- 10 maja – Mats Malm, szwedzki literaturoznawca i tłumacz
- 19 maja – Timo Parvela, fiński pisarz
- 28 maja – Piotr Linek, polski poeta
- 5 czerwca – Rick Riordan, amerykański pisarz fantasy
- 6 czerwca – Jay Lake, amerykański pisarz science fiction (zm. 2014)
- 7 czerwca – Petr Hruška, czeski poeta i literaturoznawca
- 14 czerwca – Torbjörn Flygt, szwedzki pisarz
- 22 czerwca – Dan Brown, amerykański pisarz powieści sensacyjnych
- 23 czerwca – Piotr Kępiński, polski poeta i krytyk literacki
- 1 lipca – Tomasz Sobieraj, polski pisarz
- 3 lipca – Joanne Harris, angielska pisarka
- 11 lipca
  - Helmut Krausser, niemiecki pisarz
  - Piotr Milewicz, polski poeta
- 24 lipca – Banana Yoshimoto, japońska pisarka
- 25 lipca – Anne Applebaum, amerykańsko-polska dziennikarka, laureatka Nagrody Pulitzera
- 1 sierpnia – Martin Reiner, czeski poeta, prozaik, tłumacz, edytor i wydawca
- 8 sierpnia – Klaus Ebner, austriacki pisarz i kataloński poeta
- 13 sierpnia – Stepan Prociuk, ukraiński poeta i prozaik
- 22 sierpnia – Diane Setterfield, brytyjska pisarka
- 28 sierpnia – Dennis Bock, kanadyjski pisarz
- 1 września
  - Wojciech Kass, polski poeta
  - Martha Wells, amerykańska pisarka fantastyki
- 2 września – Jerzy Hawryluk, ukraiński poeta i historyk
- 9 września – Aleksandar Hemon, bośniacki i amerykański pisarz, eseista i krytyk literacki
- 13 września – Rafał Ziemkiewicz, polski pisarz
- 14 września – Grażyna Lutosławska, polska autorka książek dla dzieci
- 16 września – Pavol Rankov, słowacki pisarz
- 24 września – Karin Smirnoff, szwedzka pisarka
- 25 września – Carlos Ruiz Zafón, hiszpański pisarz (zm. 2020)
- 6 października – Manuela Gretkowska, polska pisarka
- 8 października
  - Jakob Arjouni, niemiecki pisarz (zm. 2013)
  - Wasyl Machno, ukraiński poeta, eseista, dramaturg i tłumacz
- 9 października – Jacqueline Carey, amerykańska powieściopisarka fantasy
- 10 października – Zyta Rudzka, polska pisarka
- 12 października – Will Ferguson, kanadyjski pisarz
- 18 października – Charles Stross, brytyjski pisarz fantastyki
- 24 października – Amor Towles, amerykański pisarz
- 1 listopada – Ryszard Ćwirlej, polski pisarz kryminałów
- 2 listopada – Lynn Nottage, amerykańska dramatopisarka
- 4 listopada – Witold Gadowski, polski pisarz
- 12 listopada – Eric Nylund, amerykański pisarz
- 21 listopada – Andreas P. Pittler, austriacki pisarz
- 28 listopada – Sherko Fatah, niemiecki pisarz
- 1 grudnia – Jo Walton, brytyjska autorka fantastyki
- 7 grudnia – J.R. Moehringer, amerykański pisarz i dziennikarz
- 11 grudnia
  - Ayelet Waldman, amerykańska pisarka
  - Marek Żelkowski, polski autor fantastyki
- 19 grudnia – Thomas Brussig, niemiecki pisarz
- 26 grudnia – Elizabeth Kostova, amerykańska pisarka
- 29 grudnia – Christine Leunens, nowozelandzka pisarka

Data dzienna nieznana:
- Ihar Babkou, białoruski poeta, prozaik, eseista, filozof i tłumacz
- Marek Krystian Emanuel Baczewski, polski poeta
- Barry Eisler, amerykański pisarz thrillerów
- Ge Fei, chiński pisarz awangardowy
- Bożena Intrator, polska poetka, pisarka, tłumaczka
- Helena Janeczek, włoska pisarka
- Paweł Lipszyc, polski anglista, tłumacz i redaktor (zm. 2023)
- Arkadiusz Pacholski, polski historyk, pisarz (zm. 2021)
- Elżbieta Pałasz, polska autorka książek dla dzieci
- Francesco Sorti, włoski pisarz
- Francis Spufford, brytyjski pisarz

## Zmarli
- 9 stycznia – Halide Edip Adıvar, turecka pisarka i nauczycielka (ur. 1884)
- 13 stycznia – Felisberto Hernández, urugwajski pisarz (ur. 1902)
- 17 stycznia – T.H. White, brytyjski pisarz (ur. 1906)
- 21 stycznia – Luis Martín-Santos, hiszpański pisarz (ur. 1924)
- 27 stycznia – Stanisław Piętak, polski pisarz (ur. 1909)
- 1 marca – Davíð Stefánsson, islandzki poeta, dramatopisarz i nowelista (ur. 1895)
- 5 marca – Kazimierz Budzyk, polski historyk i teoretyk literatury (ur. 1911)
- 20 marca – Brendan Behan, irlandzki pisarz (ur. 1923)
- 26 kwietnia – Edwin John Pratt, kanadyjski poeta (ur. 1882)
- 27 kwietnia – Georg Britting, niemiecki poeta, autor opowiadań i powieściopisarz (ur. 1891)
- 6 maja – Haruo Satō, japoński pisarz i poeta (ur. 1892)
- 3 czerwca – Frans Eemil Sillanpää, fiński pisarz modernistyczny, laureat Nagrody Nobla (ur. 1888)
- 4 czerwca – Samuił Marszak, radziecki pisarz (ur. 1887)
- 19 lipca – Olavi Paavolainen, fiński pisarz (ur. 1903)
- 24 lipca – Maksym Rylski, ukraiński poeta i publicysta (ur. 1895)
- 29 lipca – Wanda Wasilewska, polska pisarka (ur. 1905)
- 3 sierpnia – Flannery O’Connor, amerykańska powieściopisarka i nowelistka (ur. 1925)
- 5 sierpnia – Moa Martinson, szwedzka pisarka (ur. 1890)
- 12 sierpnia – Ian Fleming, brytyjski pisarz (ur. 1908)
- 19 sierpnia – Ardengo Soffici, włoski pisarz, poeta i malarz (ur. 1879)
- 29 sierpnia – Juš Kozak, słoweński pisarz, eseista i redaktor (ur. 1892)
- 4 września – Werner Bergengruen, niemiecki pisarz (ur. 1892)
- 12 września – Sergiusz Piasecki, polski pisarz (ur. 1901)
- 14 września
  - Wasilij Grossman, rosyjski pisarz i dziennikarz (ur. 1905)
  - Jazep Puszcza, białoruski poeta (ur. 1902)
- 17 września – Jean Ray, belgijski pisarz (ur. 1887)
- 18 września – Seán O’Casey, irlandzki dramaturg i eseista (ur. 1880)
- 28 września – Michaił Swietłow, rosyjski poeta i dramaturg (ur. 1903)
- 29 września – Wanda Borudzka, polska poetka i pisarka dziecięca (ur. 1897)
- 10 października – Konrad Bayer, austriacki pisarz i poeta (ur. 1932)
- 26 października – Agnes Miegel, niemiecka poetka i dziennikarka (ur. 1879)
- 27 października – Willi Bredel, niemiecki pisarz (ur. 1901)
- 23 listopada – Jan Fabricius, holenderski dramaturg (ur. 1871)
- 29 listopada – Anne de Vries, holenderska pisarka (ur. 1904)
- 9 grudnia – Edith Sitwell, angielska poetka i eseistka (ur. 1887)
- 24 grudnia – Badr Szakir as-Sajjab, poeta iracki (ur. 1926)
- 21 grudnia – Carl Van Vechten, amerykański pisarz (ur. 1880)
- 29 grudnia – Rofū Miki, japoński poeta, prozaik i eseista (ur. 1889)

Data dzienna nieznana:
- Alfred Duggan, angielski historyk i powieściopisarz (ur. 1903)

## Nagrody literackie
- Nagroda Kościelskich – Bogdan Czaykowski, Wiesław Dymny, Tadeusz Konwicki, Zofia Romanowiczowa, Bogdan Wojdowski
- Nagroda Nobla – Jean-Paul Sartre